# Мельчор-Окампо (муниципалитет Сакатекаса)
Мельчор-Окампо (исп. Melchor Ocampo) — муниципалитет в мексиканском штате Сакатекас, с административным центром в одноимённом посёлке. Численность населения, по данным переписи 2010 года, составила 2662 человека.

## История
Муниципалитет основан в 1920 году.